# Зимний обоз в пути
«Зимний обоз в пути», или «Караван золота» — картина (пейзаж) И. К. Айвазовского из собрания Смоленской художественной галереи.
Входила в серию «Богатства России», за которую художник был посвящён в кавалеры ордена Почётного легиона.

## История
В 1857 году Айвазовский создаёт для показа на художественной выставке в Париже серию картин под названием «Богатства России». По всей видимости, под «художественной выставкой» имеется в виду Парижский салон 1857 года, в котором участвовал Айвазовский. Так, у Луи Оврэ в его обзоре Салона 1857 года упоминаются «великолепные» («magnifiques») пейзажи Айвазовского, в том числе «Зима в Великороссии» («L’Hiver dans la Grande-Russie»). У Шарля Перье говорится о картине с тем же названием, причём даётся её подробное описание, явно соответствующее «Зимнему обозу»: «…обозы с золотом, направляющиеся к Санкт-Петербургу через снега и льды Сибири» («…convois d’or se dirigeant vers Saint-Pétersbourg, à travers les neiges et les glaces de la Sibérie»).
Различные «богатства» России Айвазовский символически представил в пейзажах четырёх времён года: «Зимний обоз», или «Караван золота» (минеральные богатства), «Нивы Малороссии» (земледелие), «Степи Новороссии с чумаками» (скотоводство) и «Крым с его садами» (богатство природы). За эти работы Айвазовский был принят в орден Почётного легиона, став первым среди русских художников кавалером этого ордена.
В Смоленскую художественную галерею картина поступила в 1920 году из Смоленского филиала Московского археологического института. До этого она находилась в собрании М. К. Тенишевой, к которой попала от И. Д. Булычева (1813—1877), члена Русского Географического Общества, купившего картину после выставки. Местонахождение остальных картин серии неизвестно.
В 1941 году редкие экспонаты галереи были эвакуированы в Новосибирск. По дороге вагон с сопровождавшими их сотрудниками загорелся, и спасти полотна удалось лишь чудом. Проведя военные годы в подвале новосибирского оперного театра, после войны картина была возвращена в Смоленск. Впоследствии она пережила ещё один пожар, будучи на реставрации в Художественном научно-реставрационном центре имени И. Грабаря, однако не пострадала.
В 2016 году «Зимний обоз» экспонировался в Государственной Третьяковской галерее в рамках выставки «Иван Айвазовский. К 200-летию со дня рождения».

## Описание
Картина, запечатлевшая природу Восточной Сибири, писалась художником по памяти, в его парижской мастерской. На ней изображён торговый обоз, едущий по зимней дороге и словно выплывающий из голубовато-сиреневой дымки. Лошади на первом плане, остановясь, склонили головы; мужичок в тулупе направляется к обледенелому колодцу с «журавлём». Неподвижность пейзажа нарушают взлетающие с дерева птицы: видно, как с задетых ими веток осыпается снег. Композиция построена по диагонали, что ещё больше увеличивает и без того кажущееся огромным пространство. В цветовой гамме доминирует белый цвет, складывающийся из тончайших оттенков голубого, розового, жемчужного. Замёрзшая вода у колодца показана прозрачно-зеленоватой; от деревьев тянутся синие тени. В правом нижнем углу расположены подпись художника и дата: Aivasowsky 1857.
«Зимний обоз в пути» представляет собой один из редких «сухопутных» пейзажей Айвазовского, более известного в качестве мариниста. Это также одна из немногих работ художника, посвящённых русскому Северу. Ко времени её создания национальная тема только начинала завоёвывать достойное место в отечественном пейзаже, поэтому, несмотря на академическую манеру исполнения, «Зимний обоз в пути» можно считать новаторским произведением.

## Комментарии
1. ↑  Согласно «Русскому художественному листку» за 1858 год, Айвазовский прибыл в Париж осенью 1856 года и написал ряд картин для выставки в течение одной зимы.
2. ↑  В ряде источников, в том числе в каталоге Смоленской художественной галереи (2012) и на её официальном сайте, говорится о Всемирной выставке, однако ни в 1856, ни в 1857 году Всемирной выставки в Париже не было.